# Cornus macrophylla
Cornus macrophylla är en kornellväxtart som beskrevs av Nathaniel Wallich. Cornus macrophylla ingår i släktet korneller, och familjen kornellväxter. Utöver nominatformen finns också underarten C. m. stracheyi.

## Bildgalleri

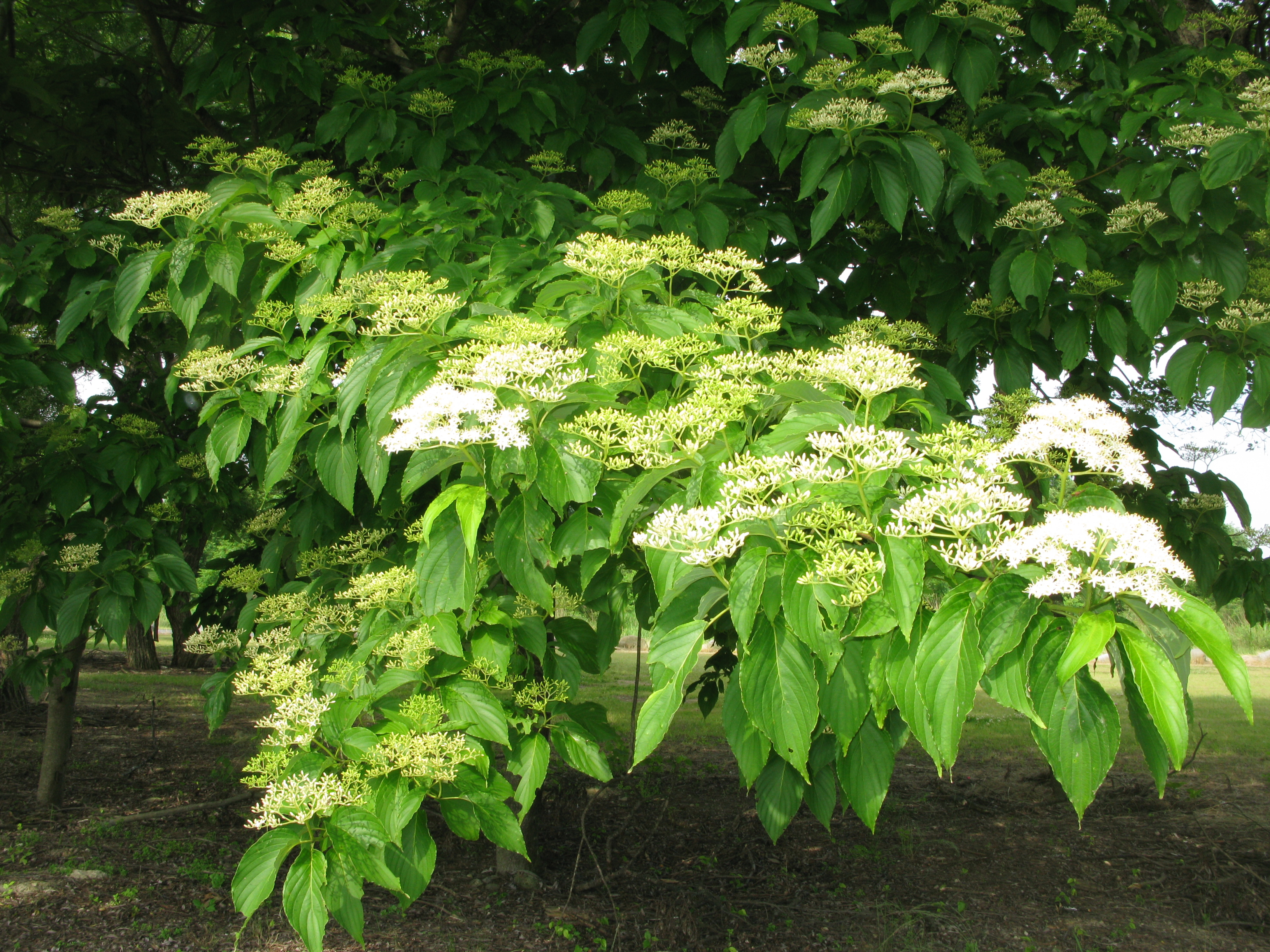
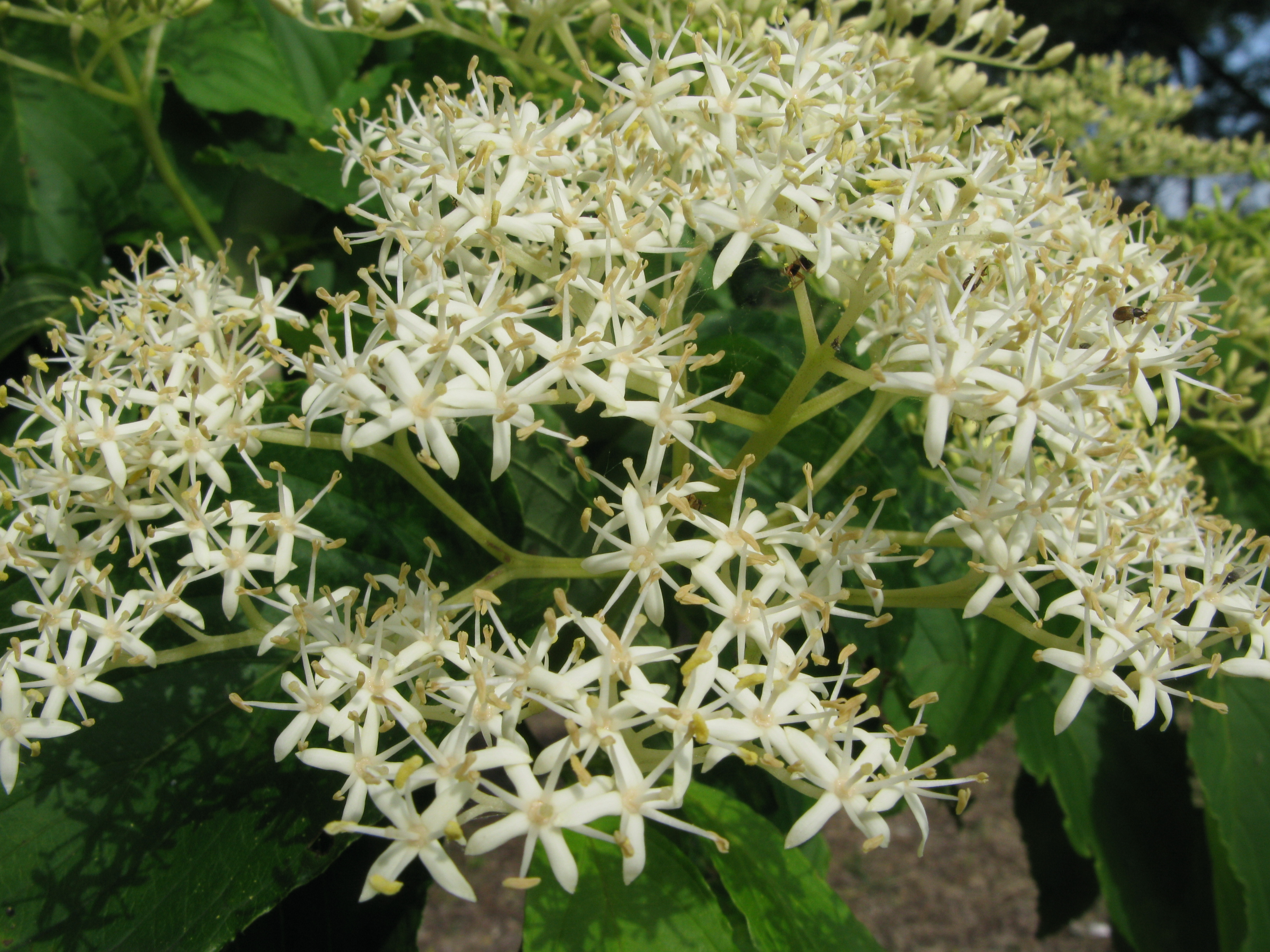
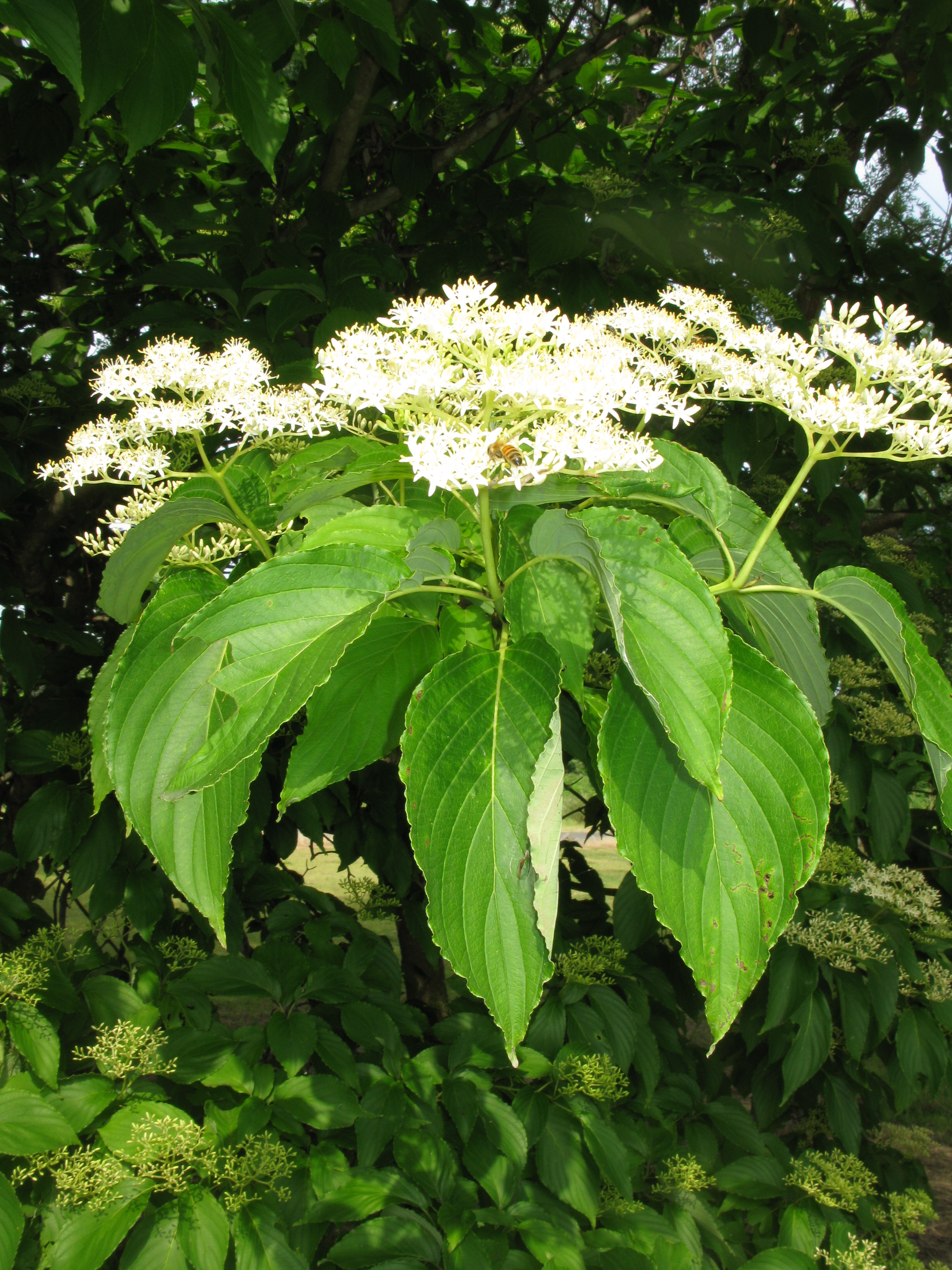
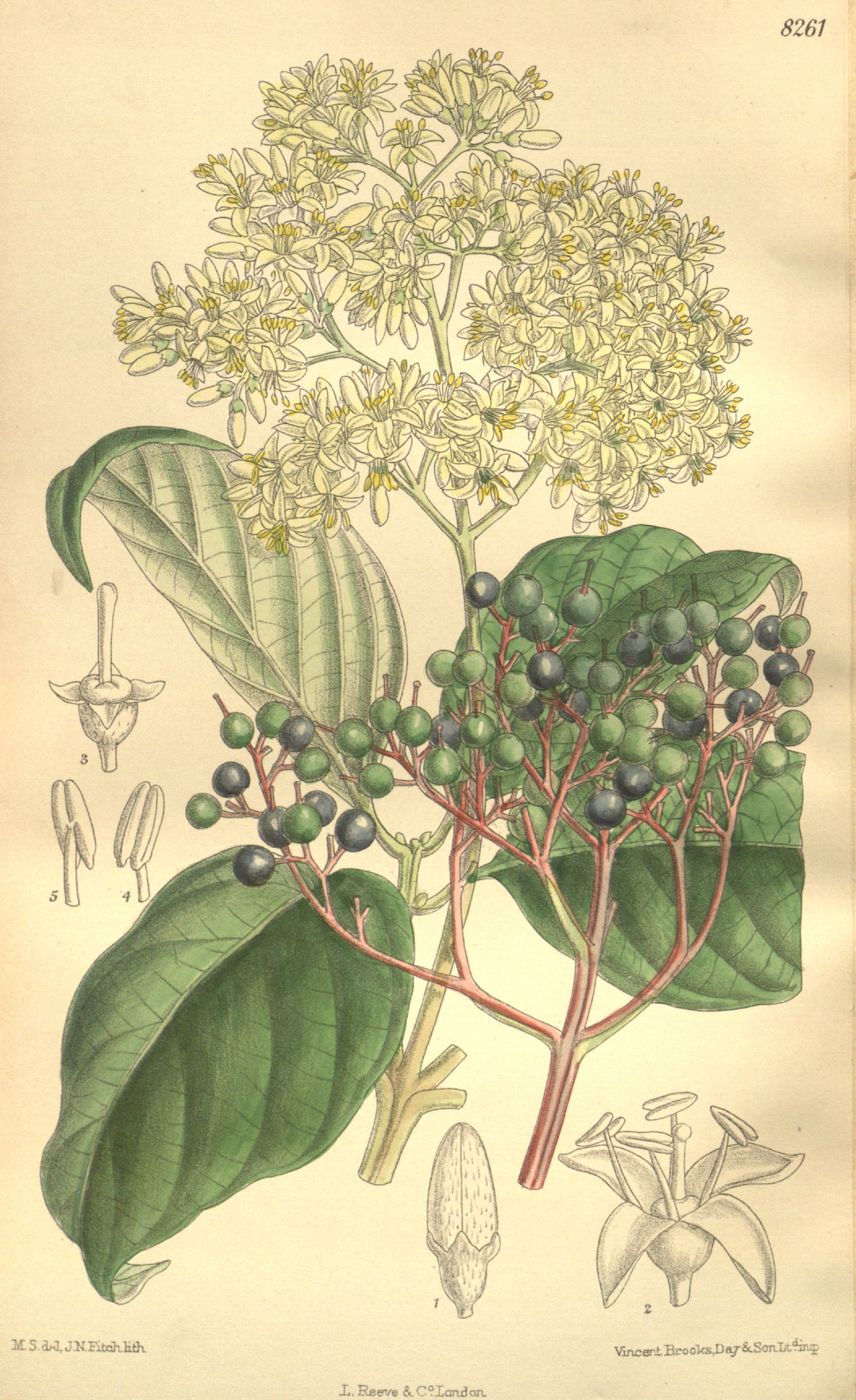